# 697 км
697 км — населённый пункт (тип: железнодорожная будка)  в Буйском районе Костромской области России. Входит в состав Центрального сельского поселения.

## География
Находится в западной части региона, в подзоне южной тайги, в пределах Галичско-Чухломской возвышенности.

### Климат
Климат характеризуется как умеренно континентальный, с продолжительной холодной многоснежной зимой и коротким сравнительно тёплым летом. Среднегодовая температура воздуха — 2,6 °C. Средняя температура воздуха самого холодного месяца (января) — −12 °C (абсолютный минимум — −46 °C); самого тёплого месяца (июля) — 18,2 °C (абсолютный максимум — 35 °С). Безморозный период длится около 112—115 дней. Продолжительность периода активной вегетации растений (выше 10 °C) составляет примерно 125 дней. Годовое количество атмосферных осадков — 610 мм, из которых 424 мм выпадает в период с апреля по октябрь. Снежный покров держится в течение 150—160 дней.

## История
Населённый пункт появился при строительстве железной дороги. В селении жили семьи тех, кто обслуживал железнодорожную инфраструктуру разъезда. 

## Население
| 2008 | 2010 | 2014 |
| ---- | ---- | ---- |
| 2    | ↗5   | ↘0   |

## Инфраструктура
Основой экономики было обслуживание путевого хозяйства Северской железной дороги. Действует платформа Макриды (699 км).

## Транспорт
Доступен железнодорожным транспортом. 